# エマ・エルラン
エマ・エルラン（Emma Herland、1855年2月16日 - 1947年1月5日）はフランスの画家である。風俗画などを描いた。

## 略歴
フランス北西部の港町のシェルブールで生まれた。父親のギヨーム・エルラン（Guillaume Herland）は海軍の医療関係者で、父親の転属によってシェルブールからブルターニュのブレストに家族と移った。ブレストに住み海軍学校で絵を教えていた風景画家のジョルジュ・アレクサンドル・フィッシェ（Georges Alexandre Fischer: 1820-1890）に絵を学んだ後、パリに出て1887年から1888年の間、アカデミー・ジュリアンでジャン＝ジョセフ・バンジャマン＝コンスタンやジュール・ジョゼフ・ルフェーブルに学んだ。
1879年にパリのサロンにデビューし、1920年まで出展を続けた。1886年からフランス芸術家協会の会員になった.。鉛筆画、水彩画、パステル画、油彩画など、さまざまな技法の作品をブルターニュとパリの展覧会に常時出展した。おもに風俗画を描き、ブルターニュの女性や子供たちの生活や衣装を描いた作品や、文学作品から題材を得た作品を描いた。1895年にパリのサロンで発表した「ロスポルデンの洗礼（Baptême à Rosporden）」は、ピエール・ロティの小説『私の兄弟イヴ（Mon frere Yves）』の登場人物を題材にしている。またロティの小説『氷島の漁夫（Pêcheur d'Islande）』のヒロイン、ゴー・メヴェル（Gaud Mével）を描いた作品もある。
「慈善学校でスープを食べる子供たち」は、1905年にイギリスで出版されたウォルター・ショー・スパローの著書「women Painters of the World」に収録された。
1947年にブルターニュの街カンペールで亡くなった。

## 作品

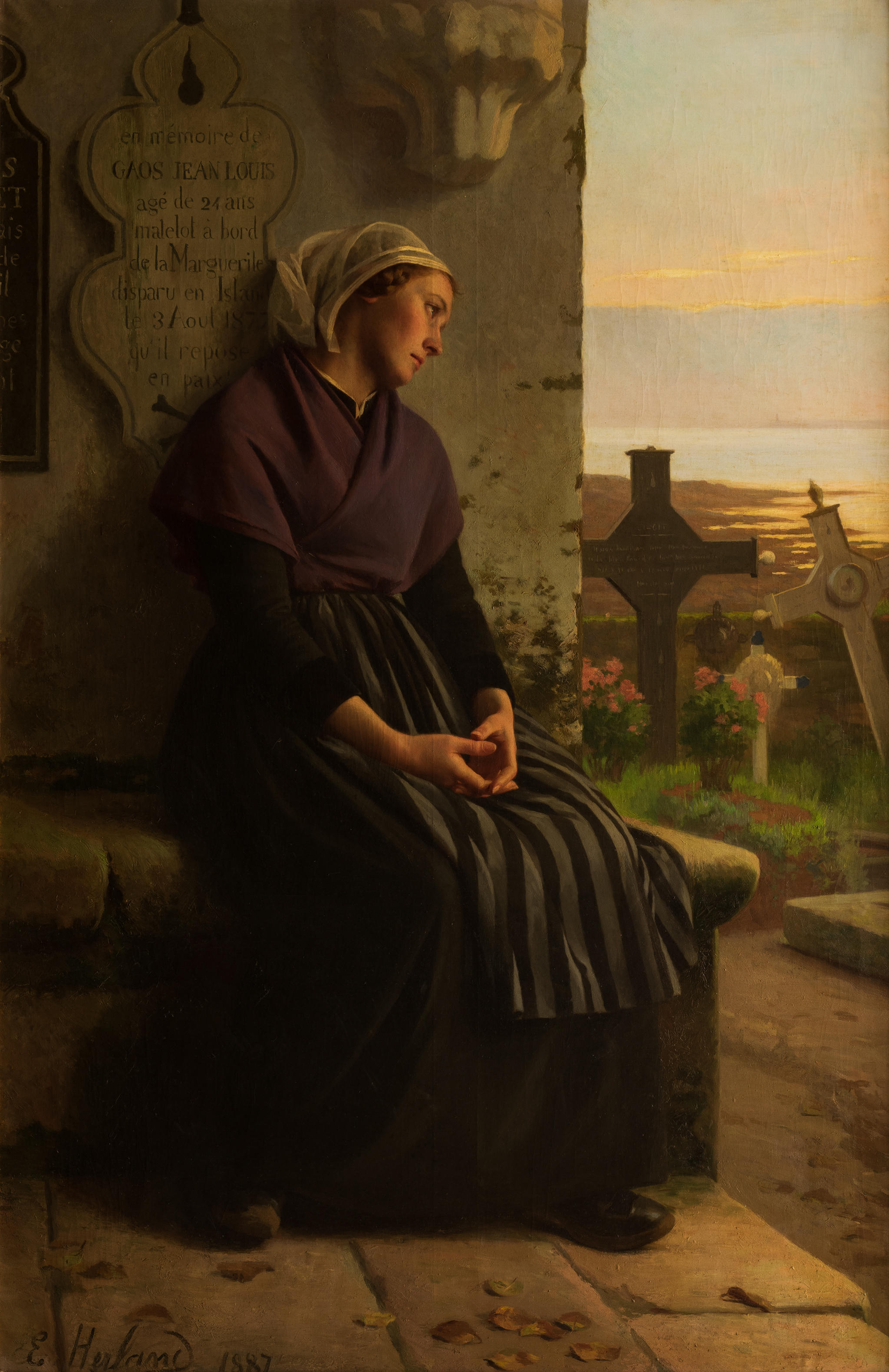
ゴー・メヴェル (1887) Musées de Laval
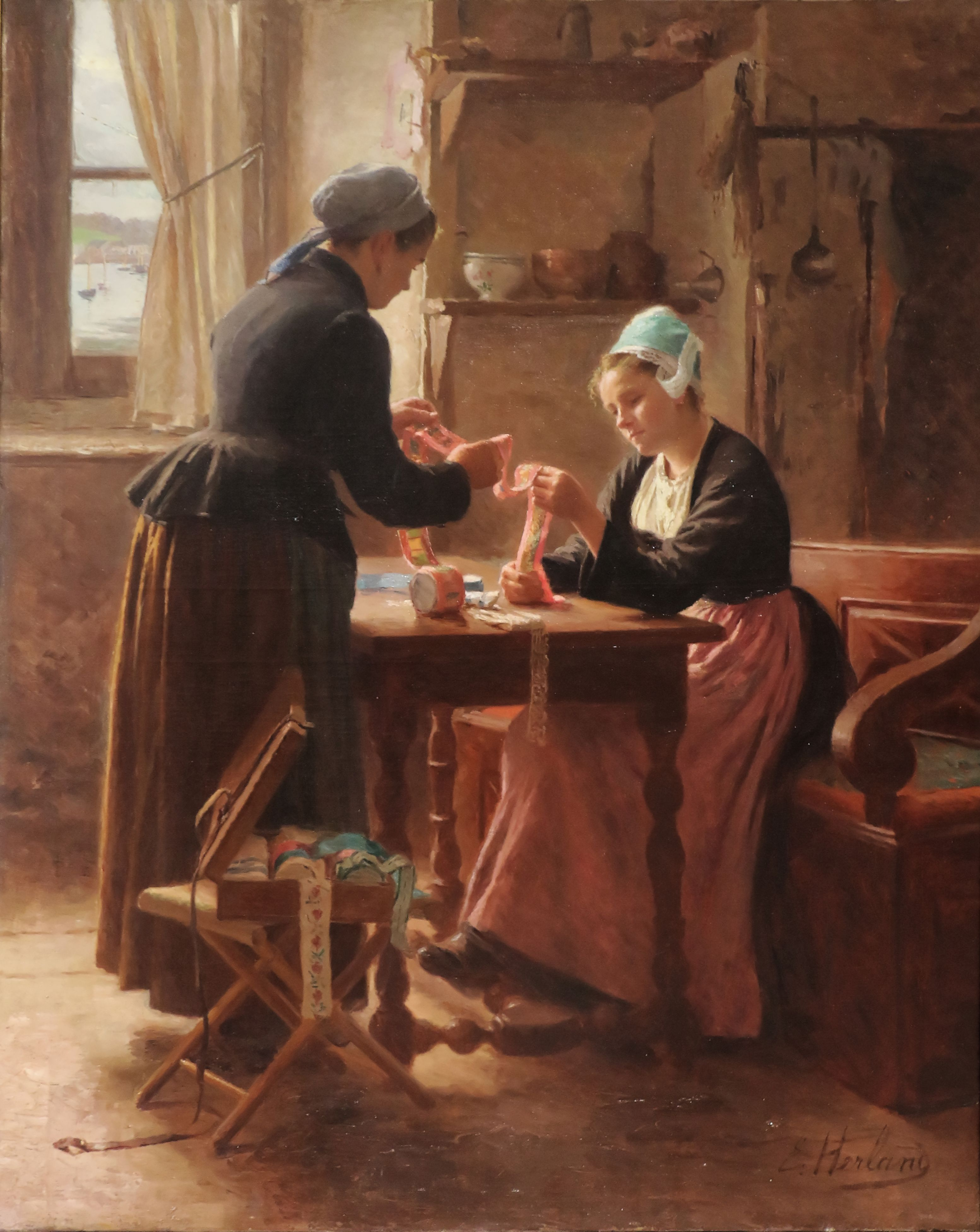
リボン選び musée du Château de Vitré
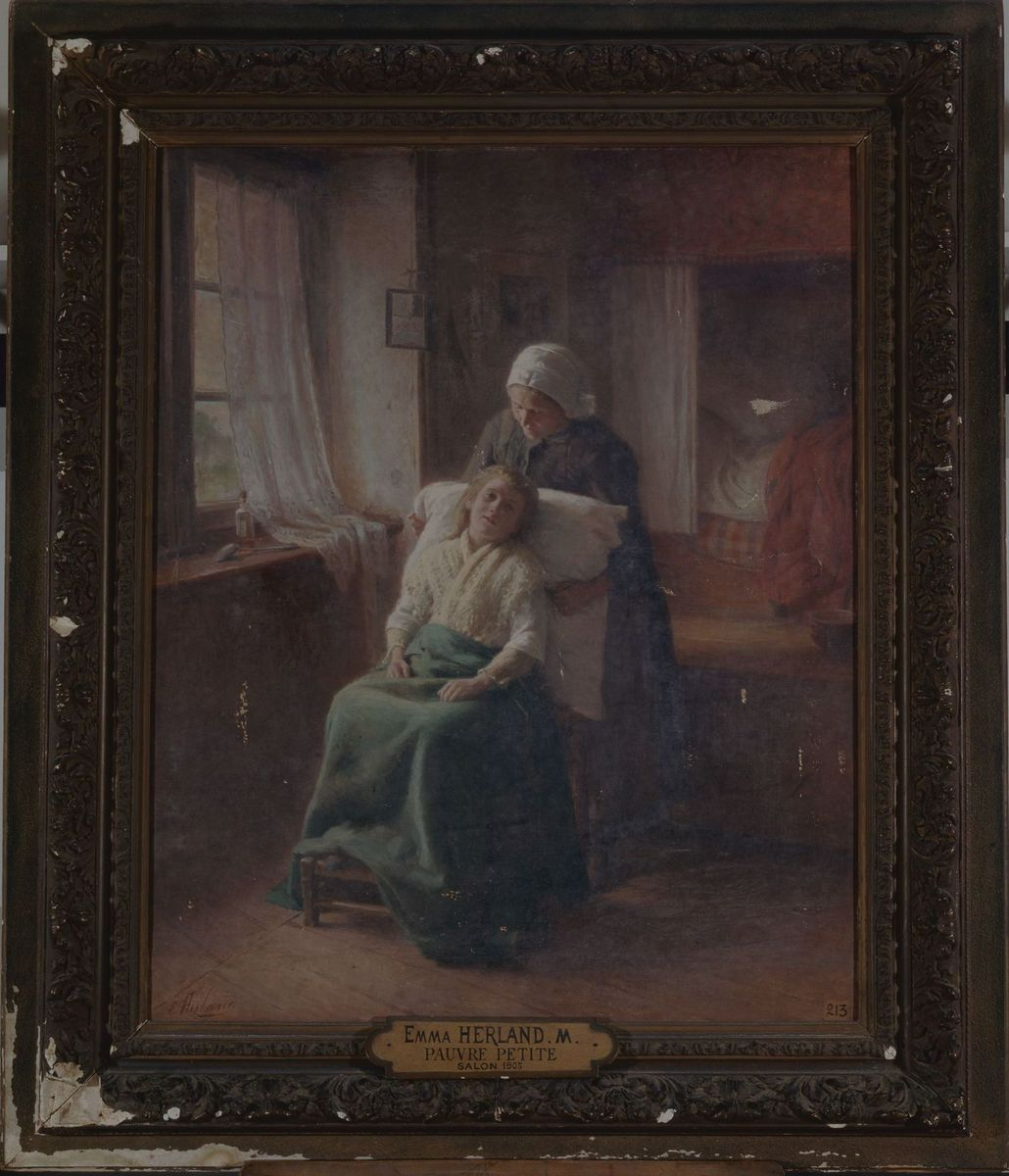
かわいそうな子供 Musée d'Art et d'Histoire de Saint-Brieuc
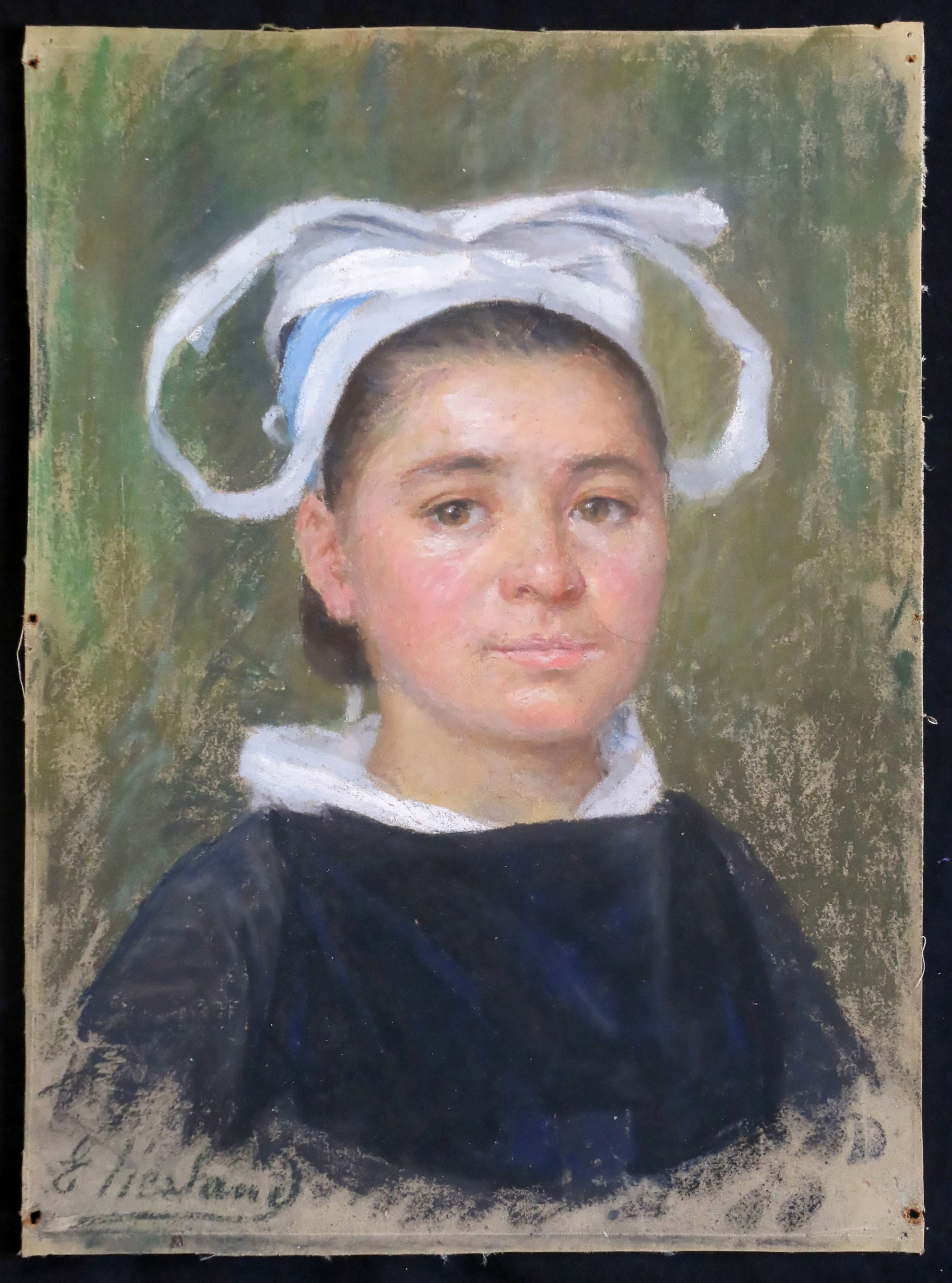
ブルターニュの少女